# Wapen van Peel en Maas

Wapen van Peel en Maas

Het wapen van de Nederlandse gemeente Peel en Maas in Limburg is op 22 maart 2011 bij Koninklijk Besluit door de Hoge Raad van Adel aan de gemeente toegekend.

## Geschiedenis
De gemeente ontstond door samenvoeging van de gemeenten Helden, Kessel, Maasbree en Meijel. De verscheidenheid aan historie en ontwerpen van de wapens van de gemeenten maakten het noodzakelijk om verbindende elementen te zoeken om tot een krachtig en eenvoudig wapen te komen. Hierbij werd vastgesteld dat het grondgebied van de in 2010 nieuw gevormde gemeente tot 1795 met uitzondering van Meijel in de Heerlijkheid Kessel lag. Deze heerlijkheid, voorheen het Graafschap Kessel, voerde sinds 1321 een wapen met het ruitenkruis. Hiermee werd door de Heren van Kessel, nazaten van de graven van Kessel, gezegeld. Dit zegel is in de originele kleuren overgenomen in het gemeentewapen. Verder is het wapen ontworpen als sprekend wapen: het zwart staat voor de turf die in De Peel werd gewonnen en die een belangrijke bron van inkomsten vormde voor de inwoners van Meijel, maar ook voor die van Helden en Maasbree; terwijl de gegolfde zilveren balk de rivier de Maas voorstelt. De aangevraagde kroon van vijf bladeren die de status van het gebied zou moeten benadrukken, is echter door de Hoge Raad van Adel geweigerd, omdat geen van de voormalige gemeenten een dergelijke kroon voerde. In plaats daarvan is een kroon van drie bladeren verleend.
Naast een gemeentewapen heeft de gemeente ook een logo vastgesteld voor gebruik in de dagelijkse communicatie door de gemeente.

## Blazoen
De beschrijving van het wapen luidt:
In sabel een dubbel verbrede golvende paal van zilver, beladen met een ruitenkruis van vijf ruiten van keel. Het schild gedekt met een gouden kroon van drie bladeren en twee parels.
N.B.:
- De heraldische kleuren in het wapen zijn sabel (zwart), zilver (wit), keel (rood) en goud (geel).

## Verwante wapens

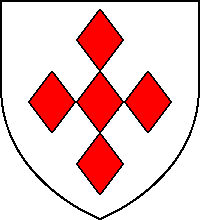
Het wapen van het Graafschap Kessel